# Форум (Задар)

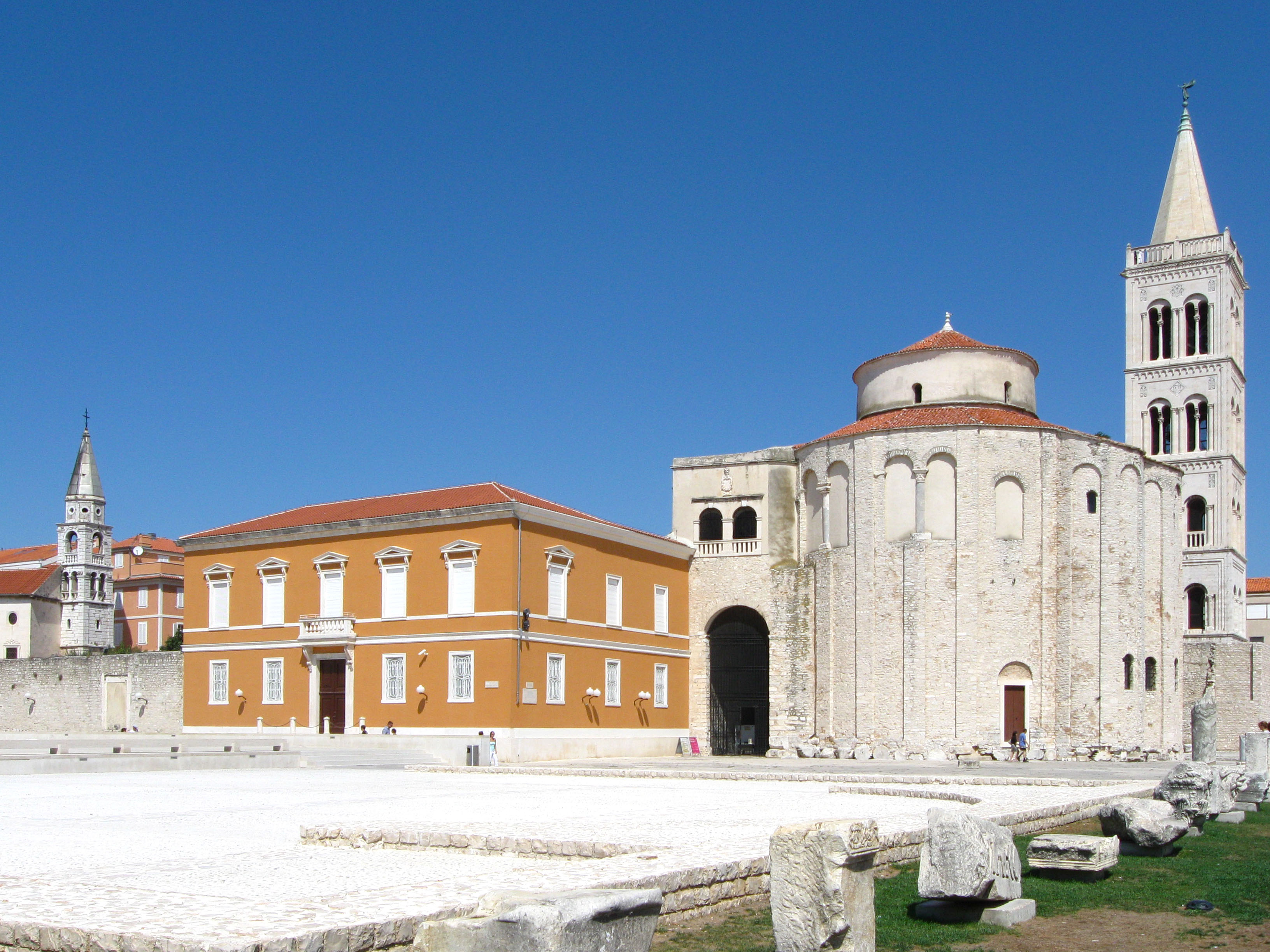
Вид на форум. У центрі Архієпископський палац та церква Св. Доната

Фо́рум (хорв. Forum) — давньоримський форум у м. Задарі (Хорватія). Поруч з руїнами форуму знаходяться Археологічний музей, церква Св. Доната та Архієпископський палац. У 2005 році римський форум та його залишки стали кандидатом на включення до списку Світової спадщини ЮНЕСКО.

## Історія
Територія форуму, головної площі римських часів, була впродовж довгої задарської історії центральним місцем, на якому і коло якого будувалися багато знаменитих споруд. Так, з часом він став одним із найвизначніших архітектурних ансамблів адріатичного узбережжя Хорватії.
Залишки римського форуму були століттями перекриті цілими кварталами будинків, зведеними на його території. Лише після того, як у 1930 році, було знесено декілька блоків, частково розкрилось його оригінальне дорожнє покриття. Оскільки жахливі руйнування Задара під час Другої світової війни були саме в міському центрі, розчищення руїн дозволило повністю знайти ядро форуму, а також ознайомитися з його дійсними рамками, формою і будівельною технікою.

## Опис
Римський форум почали будувати ще у I столітті до Р.Х., але свій остаточний вигляд він набув в III століття після Р.Х. Площа була вимощена кам'яними плитами і сягала у довжину 95 м і в ширину 45 м. За своїми розмірами це був найбільший форум, вивчений на території Хорватії, також більший за інші, що знаходились у важливих античних містах Італії. Зі східної, північної та південної сторін форум закривав монументальний портик, на колони якого на висоті другого поверху спиралалася дещо нижча галерея. Вздовж портика в північних і східних сторін простяглася низка магазинів — таберн, а з південної розташувалася міська базиліка, велика довгаста зала, в якій проходили важливі для функціонування міста зібрання, такі як зустрічі  міської ради, наради громадян, судові процеси тощо. 
Всі ці споруди збереглися лише у фундаментах, але фрагменти реконструйованих стін таберн тепер демонструються поряд зі справжньою кам'яною бруківкою форуму. На кам'яних плитах в західній частині форуму стояли дві монументальні декоративні колони, одна з яких збереглась до наших днів на своєму первісному місці. В середні віки вона використовувалась як «ганебний стовп», і ланцюги на ній дійшли до нас з того періоду.
Західну частину форуму в римські часи закривав капітолій. Храм був посвячений тріаді римських державних божеств: Юпітеру, Юноні і Мінерві. Капітолій знаходився на точці кам'янистого хребта півострова, що дещо піднімається і яка була на 2 метри вищою за поверхню форуму. Її облямовував двохярусний портик (peribulus) з двома рядами колон і повною задньою стіною. На головному фасаді храму були шість вишуканих канелюрованих колон із капітелями коринфського ордеру, що підтримували трикутний фронтон. Про пропорцію храму найкраще свідчить одна колона, що збереглася і яка була у 1729 році перенесена і встановлена на міській площі східної частини півострова (нинішня площа Петра Зоранича). На фронтальній стіні капітолія, що звернена до форуму, стояла кам'яна огорожа, збудована із кам'яних плит, декорованих рельєфними гірляндами і квадратними стовпами з рельєфними маскаронами Юпітера-Амона і Медузи. Деякі з них вціліли і тепер встановлені на реконструйованій стіні капітолія. На форумі, під цією стіною, були знайдені залишки опор для вівтарів, на яких разом з обрядами здійснювалися і жертвопринесення.
До кінця античного періоду, у той час, коли християнство стало державною релігією значення капітолія зменшилось, а вся територія форуму у V столітті стала, очевидно, обвалюватися та занепадати. Ймовірно катастрофічні землетруси та пожежі остаточно зруйнували у VI столітті античний міський центр, і на його місці у Середні віки виріс ряд нових споруд, для будівництва яких використовували архітектурні фрагменти римського форуму.